# Quadras
Quadras est une série télévisée française en huit épisodes de 52 minutes créée par Mélissa Drigeard et Vincent Juillet et réalisée par Mélissa Drigeard et Isabelle Doval. Elle est diffusée en Belgique depuis le 6 août 2017 sur La Une, et en France depuis le 19 septembre 2017 sur M6.

## Synopsis
Alex et Agnès, deux quadragénaires, se marient, entourés de leur famille et de leurs amis. Une mère aigrie, un comptable, une sœur dépressive, un ami multipliant les aventures se retrouvent à fêter cette union. Chaque épisode est centré sur un personnage ou un couple.

## Distribution
- François-Xavier Demaison : Alex
- Alix Poisson : Agnès
- Jean-Philippe Ricci : Julien
- Sarah Le Picard : Anne
- Anne Benoît : Myriam
- Charlie Bruneau : Katia
- Hubert Delattre : Damien
- Julien Boisselier : Gilles
- Stéphan Wojtowicz : Gérard
- Ana Daud : Bogdana
- Violette Guillon : Jeanne
- Virgile Bramly : Martin
- Mélissa Drigeard : Isabelle
- Sébastien Chassagne : Didier
- Brigitte Sy : Sylvianne
- Marius Colucci : Hervé Toussaint, dit « Jackson »
- Simon Masnay : Jean-Robert Bernard
- Lou Bonetti : Mélanie
- Foëd Amara : Karim
- Mahé Laridan : Joseph
- Thelma Doval : Roxanne
- Léo Lorlach : Émile
- Jean-Noël Cnokaert : Pascal
- Hélène Seuzaret : Séverine
- Roxane Brumachon : Philippine
- Déborah Krey : Jennyfer
- Caroline Gay : Sophie, la maman de Joseph
- Éric de Montalier : le chauffeur de taxi
- Laurène Doval : Maman square
- Alexandra Novacki : Serveuse boîte

## Personnages
- Alex et Agnès : les mariés
- Julien : meilleur ami et témoin d'Alex
- Katia : meilleure amie et témoin d'Agnès
- Myriam : mère d'Alex
- Gérard et Sylvianne : parents divorcés d'Agnès
- Bogdana : jeune épouse russe de Gérard
- Pascal : jeune compagnon de Myriam
- Anne : sœur d'Agnès
- Damien : mari de Katia
- Jeanne : fille d'Alex
- Roxanne et Émile : enfants de Katia et Damien
- Gilles : comptable et ami d'Alex
- Jackson : ami d'Alex, il a organisé le voyage de noces
- Jean-Robert Bernard : médecin et ami d'Alex
- Isabelle : ex-femme d'Alex et mère de Jeanne
- Martin : ex d'Agnès
- Séverine : ex de Julien, qu'elle a quitté deux ans plus tôt
- Didier : animateur du mariage
- Mélanie : copine de Julien, elle est amoureuse d'Alex
- Karim : ex d'Agnès quatre ans plus tôt
- Philippine et Jennyfer : petites amies de Julien
- Joseph : fils de Sophie, une cousine éloignée

## Fiche technique[4]
- Production : B2Films, EndemolShine Fiction en coproduction avec Nexus Factory et la RTBF, avec le soutien de la Région Île-de-France et la participation du CNC
- Producteurs : François-Xavier Demaison, Amaury Fournial, Maud Leclair et Nicolas Coppermann
- Producteurs exécutifs : Emmanuel Jacquelin et Chloé Souchet
- Musique originale : Brad Ackley et Dorion Fiszel
- Réalisation : Mélissa Drigeard et Isabelle Doval
- Pays d'origine : France
- Langue originale : français
- Format : couleur
- Genre : comédie
- Durée : 52 minutes

## Épisodes
1. Alex
2. Julien
3. Anne
4. Katia et Damien
5. Myriam et Gilles
6. Gérard et Bogdana
7. Agnès (1re partie)
8. Agnès (2e partie)

## Projet et réalisation

### Projet
François-Xavier Demaison a décidé de coproduire la série après avoir lu le script. Il a choisi le casting avec les scénaristes, « a picoré aussi bien au théâtre qu’à la télévision et au cinéma », avec pour volonté, selon ses propres termes, de « mélanger les genres ». Lors du projet, il n'était pas prévu qu'il tienne le rôle principal. 
Il a choisi Alix Poisson pour incarner sa femme. Il avait déjà joué auprès d'elle dans la série Disparue, diffusée en 2015, où, déclare-t-il, « nous étions frustrés d’avoir si peu de scènes ensemble ». Alix Poisson évoque un « coup de foudre professionnel que François-Xavier et [elle ont] eu sur [ce] précédent tournage ».
Pour François-Xavier Demaison, « l'idée était de ne pas s'en tenir seulement à la crise de la quarantaine d'Alex et, disons, hormonale d'Agnès, mais d'élargir notre exploration de l'âme humaine à travers autant de crises de vie possibles ». Il déclare également : « Il n’y a pas d’âge pour faire sa crise, moi je l’ai faite à 30 ans en abandonnant mon métier de fiscaliste pour devenir comédien ».
Les huit épisodes de la saison 1 s'intéressent à ses divers personnages, par plusieurs scènes de flashbacks,, « sur les moments clés où tout a basculé. Le passé alterne sans cesse avec le présent » : la cérémonie de mariage.
En octobre 2017, une saison 2 aurait été en développement.

### Tournage

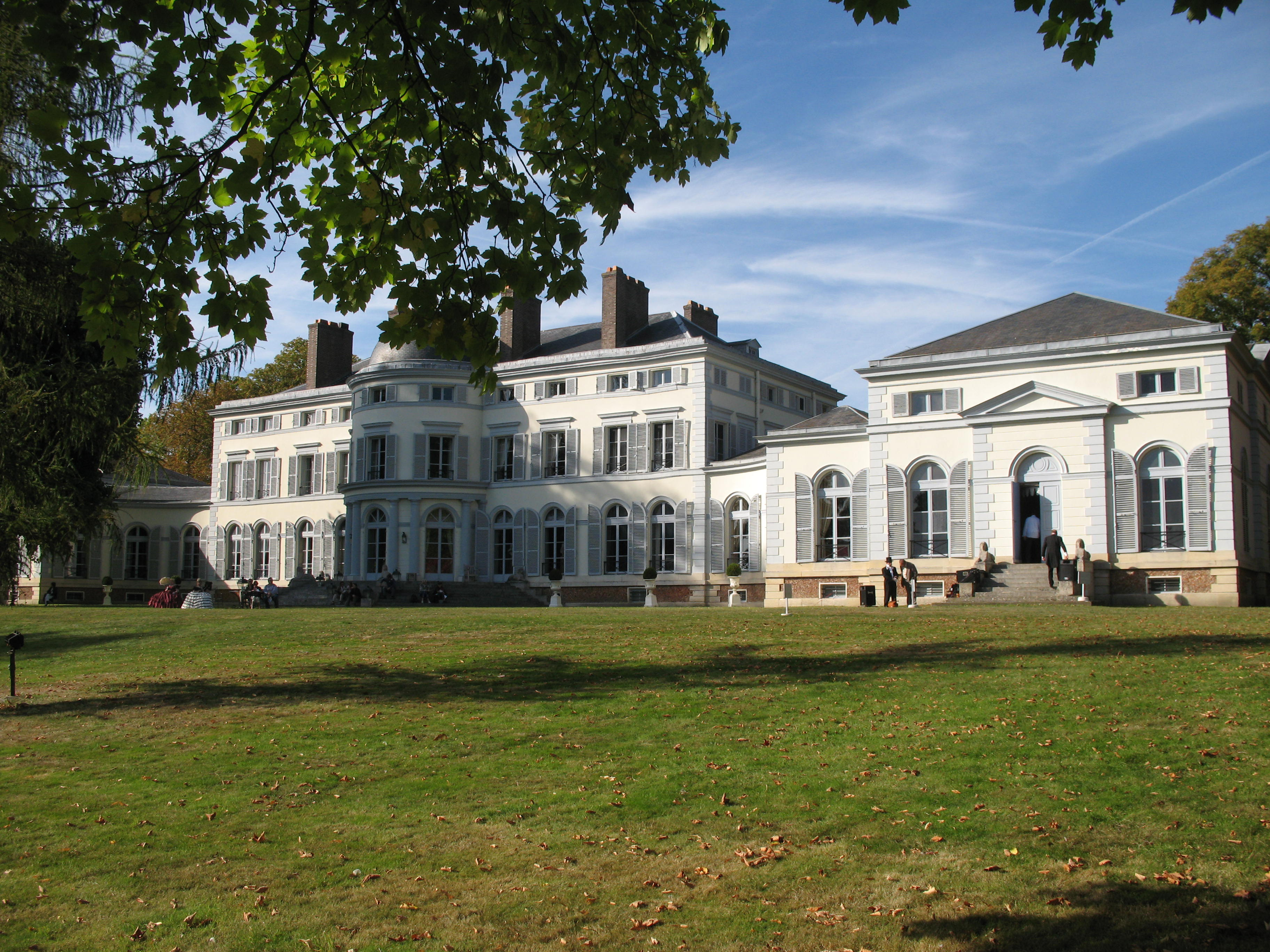
Château de Groussay

Le tournage s'est terminé en février 2017 après quatre mois de tournage en région parisienne.
Les deux réalisatrices se sont partagé la réalisation : les scènes de mariage, pour Mélissa Drigeard — qui est également coscénariste, et qui joue le rôle d'Isabelle, l'ex-compagne d'Alex —, et les scènes des flash-backs, pour Isabelle Doval. Sa fille de 16 ans, Thelma Doval — dont le père est l'acteur José Garcia — joue le rôle de l'adolescente gothique, Roxanne, fille de Katia et Damien.
Pour le tournage des scènes du mariage dans le Château de Groussay à Montfort-l'Amaury, les deux acteurs principaux indiquent avoir « passé deux mois pleins enfermés dans un endroit magique, avec musique, cotillons, faux champagne et costumes de mariés »,.

## Accueil critique

### En Belgique
Lors de sa diffusion, le dimanche, sur La Une, le magazine Moustique indique que « malgré le flot de vannes bon marché, on accepte la b(l)ague au doigt, en se disant que le dimanche soir, on n'a finalement rien de mieux à faire que de se marier un bon coup… ». Le Ciné Télé Revue juge que « la force de cette série est de dépeindre avec légèreté et humour une tendance : celle des quadragénaires libérés, dont la vie est clairement moins rectiligne qu’au siècle dernier ».

### En France
Pour le magazine Télérama du 13 septembre 2017 : « Haute en couleur, la galerie de personnages ainsi croquée n'en reste pas moins riche en clichés. […] Si Quadras sauve la mise, c'est grâce à ses dialogues et à la complicité des comédiens, tous impeccables ».
Selon le supplément TV Mag du journal Le Figaro du 14 septembre 2017, « si l’intérêt de Quadras réside dans le dessin de ses personnages, tous des archétypes très bien écrits et superbement bien joués, la série vaut aussi pour sa construction, chacun des huit épisodes se concentrant particulièrement sur l’un d’eux. » Une autre critique du magazine du 19 septembre mentionne « une série addictive, drôle et grinçante. […] C’est Festen dans une version burlesque. […] L’écriture est ciselée. Les répliques fusent ».
Pour le journal Le Monde du 19 septembre 2017, la série « évite les clichés par une fine écriture servie par une belle distribution [...] et s’avère être absolument formidable », en ajoutant que, « dans ses meilleurs moments, elle semblerait presque faire des clins d’œil à La Règle du jeu (1939), de Jean Renoir ».